# Конкинське сільське поселення
Ко́нкинське сільське поселення (рос. Конкинское сельское поселение) — сільське поселення у складі Красночикойського району Забайкальського краю Росії.
Адміністративний центр та єдиний населений пункт — село Конкино.

## Населення
Населення сільського поселення становить 211 осіб (2019; 260 у 2010, 357 у 2002).